# Gschaid bei Birkfeld
Gschaid bei Birkfeld település Ausztriában, Stájerország tartományban, a Weizi járásban. 2015 óta Birkfeld része. Tengerszint feletti magassága 560 méter, területe 15,05 km². Lakosainak száma 932 fő. Gschaid bei Birkfeld Koglhof és Waisenegg településekkel határos.